# Reebok

Reebok International Ltd. este o companie americană de îmbrăcăminte și încălțăminte care operează ca filială a Adidas din 2005. Reebok produce și distribuie echipament de fitness, alergare și articole sportive de CrossFit, inclusiv haine și încălțăminte. Este sponsorul oficial pentru încălțăminte și îmbrăcăminte pentru Ultimate Fighting Championship, CrossFit, Spartan Race și Les Mills.
În 1958, Reebok a fost înființat ca filială a J.W. Foster and Sons, fondată în 1895 în Bolton, Greater Manchester, Anglia. Din 1958 până în 1986, îmbrăcămintea Reebok avea un drapel Union Jack. 

## Oficii
Reebok este parte a companiei Adidas, cu sediul în Herzogenaurach, Bavaria, Germania. Sediul mondial Reebok este în Boston, Massachusetts, SUA. Reebok EMEA (Europa, Orientul Mijlociu, Africa) își are biroul regional în Amsterdam, Olanda. Compania are, de asemenea, birouri regionale suplimentare situate în orașul Panama (Reebok Latin America), Shanghai (Reebok Shanghai International Commerce Center), Singapore, Taikoo Shing și Toronto. Reebok a intrat pentru prima dată pe piața sud-coreeană în 1987 și de atunci a obținut venituri substanțiale în Coreea de Sud. Se arată că este al treilea, cel mai popular, brand sportiv din Coreea de Sud. Prin fuzionarea și achiziționarea Adidas International, Reebok nu mai este listată ca corporație în Coreea de Sud.